# Acraea pelopeia
Acraea pelopeia är en fjärilsart som beskrevs av Otto Staudinger 1896. Acraea pelopeia ingår i släktet Acraea och familjen praktfjärilar. Inga underarter finns listade i Catalogue of Life.